# Mathieu Kérékou
Mathieu Kérékou (2 tháng 9 năm 1933-14 tháng 10 năm 2015) là một nhà chính trị Bénin và là tổng thống Benin 1972-1991 và một lần nữa từ năm 1996 đến năm 2006. Sau khi cướp chính quyền trong một cuộc đảo chính quân sự, ông đã cai trị đất nước trong 17 năm, phần lớn thời kỳ này chính quyền của ông áp dụng tư tưởng chủ nghĩa Mác-Lênin, trước khi ông bị tước quyền lực tại Hội nghị Quốc gia năm 1990. Ông đã bị đánh bại trong cuộc bầu cử tổng thống năm 1991, nhưng đã trở lại làm tổng thống trong cuộc bầu cử năm 1996 và gây nhiều tranh tái đắc cử vào năm 2001
Kérékou sinh năm 1933 ở Kouarfa, ở tây bắc Dahomey thuộc Pháp. Sau khi học tại các trường quân sự ở nơi nay là Mali và Senegal, Kérékou phục vụ trong quân ngũ. Sau khi độc lập, từ năm 1961 đến năm 1963 ông là aide-de-camp cho tổng thống Dahomey Hubert Maga; sau khi Maurice Kouandété giành được chính quyênf tháng 12 năm 1967, Kérékou, là cháu trai của ông này, được bổ nhiệm làm chủ tịch Hội đồng Cách mạng Quân sự. Sau khi Kérékou theo học các trường quân sự Pháp từ năm 1968 đến năm 1970, Maga phong ông làm thiếu tá, phó tổng tham mưu trưởng, chỉ huy đơn vị lính dù Ouidah.